# Juan Do

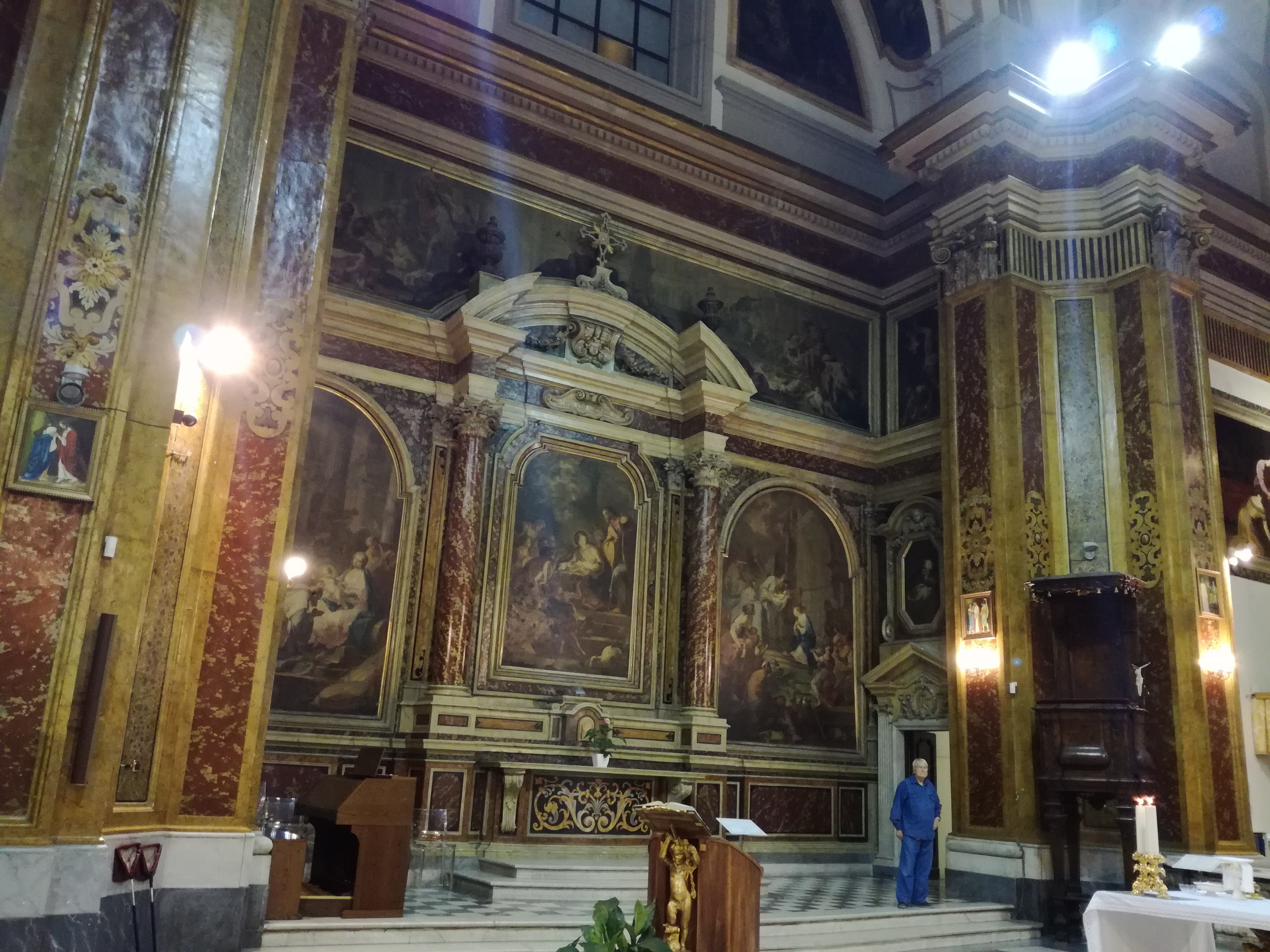
Juan Do, Natività, transetto della chiesa della Pietà dei Turchini, Napoli

Juan Do o Giovanni Dò (Xàtiva, 1601 – Napoli, 1656) è stato un pittore spagnolo stabilitosi a Napoli, un pittore enigmatico di qualità apprezzabile nell'orbita di José de Ribera.

## Biografia
Figlio di Joan Do, commerciante di origine sconosciuta e di Esperança Chert, fu battezzato nella chiesa collegiale di Xàtiva l'8 agosto 1601. Il 29 ottobre 1616, insieme al suo insegnante Jerónimo Rodríguez de Espinosa e al figlio più famoso, Jerónimo Jacinto Espinosa, si iscrisse al Collegio dei pittori di Valencia, un'istituzione sindacale promossa da Francisco Ribalta. Secondo questo registro, la registrazione diventerebbe effettiva una volta completati i cinque anni che aveva lasciato per svolgere nel laboratorio del suo insegnante e pagato le tasse d'esame per essere "reyne strany". Si trasferì a Napoli all'inizio del 1623 o un po' 'prima perché nella documentazione prima del matrimonio, contratta nell'aprile del 1626, sosteneva di essere in città da tre anni. La sposa, Maria Grazia de Rosa, sorella del pittore Pacecco De Rosa, testimone del vincolo matrimoniale Battistello Caracciolo e José de Ribera. Con parte della sua famiglia morì nell'ottobre 1656, nella terribile pestilenza che devastò Napoli.
Bernardo De Dominici, biografo dei pittori napoletani seicenteschi, lo menziona come discepolo di Ribera e copista delle sue opere con tale maestria che i suoi dipinti potevano essere creduti nelle mani dello "Spagnoletto", in particolare mezze figure di filosofi e di San Girolamo, perché nella gestione di colore e nell'applicazione del ripieno erano completamente uguali. Ha anche attribuito una "Adorazione dei pastori" nella Chiesa della Pietà dei Turchini, ora nel Museo di Capodimonte che, fino alla comparsa di due dipinti firmati, era l'unico che poteva essere attribuito con certezza.

## Lavori autografi
Nel corso di lavori di pulizia e restauro, dopo il 2009, sono stati trovati due dipinti firmati da Juan Do che, pur confermando lo stretto rapporto con Ribera, rimuovono la possibilità di identificarlo con il cosiddetto Maestro dell'Annuncio ai pastori. Il primo di questi è un Martirio di San Lorenzo situato nella pala d'altare della cappella di Gesù Nazareno nella cattedrale di Granada, una copia di un noto originale di Ribera, in cui dopo una pulizia effettuata in 2009 è possibile leggere la doppia firma: in basso a destra e in corsivo «Jusepe de [Ri] b [er] a Spanish / F [16] 39» e in lettere maiuscole, a sinistra, «ivan/dò/f», forse come riconoscimento da parte del copista dell'autografo del dipinto originale. Successivamente la firma «ioane/do/f» è stata trovata su un pezzo di carta posizionato come segnalibro aperto ai piedi di Sant'Antonio da Padova in quella che è, per ora, l'unica opera autografa originale del pittore: la  Vergine con Bambino tra San Gioacchino, Sant'Anna e Sant'Antonio di Padova  della Chiesa di San Nicolás Magno in Santa Maria a Vico, in un ambiente classico e con un leggero trattamento lontano dal tenebrismo caratteristico del Maestro dell'Annuncio ai Pastori.

## Il Maestro dell'Annuncio ai pastori
Giuseppe De Vito e Andrea G. Donati hanno proposto di identificare Juan Do con l'artista noto come  Maestro dell'Annuncio ai pastori, un pittore anonimo attorno al quale sono state raccolte una serie di opere di alta qualità all'interno del cerchio di Ribera. Insieme all'influenza di Ribera, nella fase più naturalistica intorno al 1612-1618, la sua pittura avrebbe caratterizzato l'interesse per le figure animali, che potrebbe essere dovuto a un'esperienza pittorica a Roma, forse a causa della conoscenza del lavoro di Tommaso Salini, mentre si osserverebbero le influenze della sua formazione in Spagna. Le sue opere sono dense e scure, con colori densi e granulosi, anche se nel 1630, come Ribera e Francesco Fracanzano, sembra optare per colori più vividi e luminosi. I suoi personaggi sono generalmente pastori rudi, figure con una nobile forza comunicativa. La tesi, che rese Juan Do un pittore di prim'ordine nel naturalismo napoletano, fu inizialmente ben accolta, sebbene l'assenza di opere di una certa attribuzione lasciò aperta la domanda.